# یورام گروس
یورام یرزی گروس (به لهستانی: Yoram Jerzy Gross؛ ۱۸ اکتبر 1926 – ۲۱ سپتامبر ۲۰۱۵) کارگردان، فیلم‌نامه‌نویس، تهیه‌کننده و غول انیمیشن استرالیایی لهستانی الاصل سرگرمی‌های کودکان و خانواده بود.
او به‌خاطر اقتباس از شخصیت‌های کودکان از کتاب‌ها و فیلم‌ها شهرت دارد و بیشتر برای ساخت فیلم‌های نقطه و کانگورو (Dot and the Kangaroo) و بلینکی بیل، کوالای بدجنس (Blinky Bill: The Mischievous Koala) شناخته شده‌است.
او یک بازمانده از هولوکاست است که مغز متفکر خلاق برخی از نمادین‌ترین کارتون‌های استرالیا شد. گروس چندین نسل را با داستان‌هایی مجذوب کرده که از سرگرمی‌های صرف پیشی می‌گیرد، زیرا هرکدام درس‌هایی را که از یک عمر خوش‌بینی و غلبه بر سختی‌ها برگرفته شده بودند را منتقل کردند.

## زندگی
یورام «یرزی» گروس در یک خانواده یهودی در سال ۱۹۲۶ در کراکوف لهستان به دنیا آمد. پس از فروپاشی تقریبی صنعت فیلم لهستان در طول جنگ جهانی دوم، گراس در سال ۱۹۴۷ در اولین فیلم خود به عنوان دستیار شروع به کار کرد. او در سال ۱۹۵۰ به اسرائیل نقل مکان کرد، جایی که آثار مستقل فیلم او در سطح جهانی، به ویژه در استرالیا شهرت یافت.
او به ستایش مشتاقانه منتقدان استرالیایی توجه کرد و در سال ۱۹۶۸ به پایین مهاجرت کرد تا با تأسیس استودیو فیلم Yoram Gross به همراه همسرش، ساندرا گراس، کارنامه تولید خود را توسعه دهد. گراس برای رفع کمبود فیلم‌های کودکانه ساخت استرالیا، انیمیشن را با پس‌زمینه‌های لایو اکشن ترکیب کرد - سبکی که به علامت تجاری او تبدیل شد - تا انیمیشن پرفروش «نقطه و کانگورو» در سال ۱۹۷۷ را تولید کند. این داستان استرالیایی به اولین انیمیشن این کشور تبدیل شد که به موفقیت تجاری دست یافت.
استقبال عالی از این فیلم، زمینه را برای گراس فراهم کرد تا امپراتوری از مجموعه‌های تلویزیونی انیمیشن خانواده پسند بسازد. آثار او از آن زمان در بیش از ۷۰ کشور پخش شده‌است و همچنان میلیون‌ها نفر را با شخصیت‌های محبوبی مانند بلینکی بیل، کوالای بدجنس سرگرم کرده و الهام می‌بخشد.
«جایزه پویانمایی یورام گروس» برای قدردانی و زنده نگهداشتن نام و میراث او سالانه، به بهترین انیمیشن جشنواره فیلم سیدنی اهدا می‌شود.